# Бабиновичі (Ліозненський район)
Бабиновичі (біл. Бабінавічы, рос. Бабиновичи) — агромістечко у Ліозненському районі Вітебської області Білорусі.

## Географія
Агромістечко розташоване на західному березі Зелянського (Бабиновицького) озера за 30 км на південний захід від Ліозно, 75 км від Вітебська, на автошляху Ліозно — Горіхівськ Р109. На північно-східній околиці села із озера Зеленського бере початок річка Лучоса.

## Історія
Село засноване не пізніше XVI ст., судячи по назві вихідцями старожитнього села Бабине Аршанського староства. Наприкінці XVI–XVII ст. — це містечко, державна власність, центр Бабинавицького староства у Вітебському воєводстві. Наприкінці XVII-XVIII ст. фактично було у власності князів Огінських. Частина Бабиновичів належала до аршанського монастиря тринітаріїв. Вулиці містечка сходилися до торгової площі, дві з них були дорогами до Вітебська та Орші. Після першого поділу Речі Посполитої 1772 Бабиновичі у складі Російської Імперії входили до складу Оршанського повіту Могилівської губернії. У 1777–1796 і у 1802–1840 були центром Бабинавицького повіту, мали статус повітового міста. У 1781 місто отримало герб: дві щогли з флюгерами на блакитному фоні — у знак того, що в околиці міста знаходився корабельний ліс.
У Бабиновичах були пристань та склад лісоматеріалів, які сплавляли звідси річками Лучоса та Західна Двіна у Ригу. В 1778 році затверджено проект планування міста, у якому передбачалося перенести Бабиновичі на інший берег річки Вярхіти та забудувати у вигляді прямокутника з площею у центрі, але план таки не був реалізований. У кінці XVIII ст. розроблено проект забудови Бабиновичів на старому місці, за яким планування приводилося до прямокутної системи і місто оточувалося ровами та валами. Цей проект частково був втілений у життя. У 1796–1802 рр. і після 1840 — Бабиновичі були заштатним містом Могилівської губернії на території Добромислинської волості Оршанського повіту.
3 часу заснування Бабиновичі відомі гончарним промислом, який досягнув розквіту у XIX — 1-й половині XX ст. 3 місцевої червоної глини тут виробляли червоноглиняну неглазуровану, чорнозадимлену і гартовану кераміку (глечики, горшки, жбани, миски), яку з початку ХХ ст. почали оздоблювати розписом.
Наприкінці XIX ст. тут працювало 39 ремісників. У 1860 році місто нараховувало 1271 мешканця та 159 будинків, а у 1879 році — 1320 жителів. За переписом 1897 у селі проживало 1157 мешканців, діяли церковноприходська школа, пошта, телеграф, приходська церква (побудована у 1742), костел Святої Трійці, побудований у 1782–1797 рр. оршанськими тринітаріями, синагога.
Після революції 1917 Бабиновичі втратили статус міста і стали селом (з 1919 у Вітебській області РСФСР). Після 1-го зростання БССР (березень 1924) Бабиновичі у складі БССР були центром сільради у Височанському районі Вітебського округу (до липня 1930). 3 липня 1931 — центр сільради у Ліозненському районі, з 20 лютого 1938 у Вітебській області. Напередодні війни тут мешкало 1618 людей, було 376 дворів.
Під час Великої Вітчизняної війни в липні 1941 року коло Бабиновичів в оборонних боях відзначилася 153-я стрілецька дивізія (командир — полковник М. А. Гаген). 3 17 липня вона в оточенні декілька днів вела важкі бої. Прорвавши кільце оточення, пройшла з боями у тилу ворога та з'єдналася з частинами Червоної армії. 3 липня 1941 до червня 1944 Бабиновичі були окуповані нацистами. В околицях села діяли партизанські загони Ліозненської, імені А. Ф. Данукалава та інших бригад. Визволене 25 червня 1944 частинами 11-ї гвардійської армії 3-го Білоруського фронту під час Вітебсько-Оршанської операції. Повністю спалене нацистами село було відновлене після війни і з вересня 1946 по грудень 1956 було у складі Горіхівського району.
У 2005 в селі мешкало 589 жителів, був 271 двір, середня школа, Дім культури, 2 бібліотеки, аптека, відділ зв'язку. У центрі села поруч із середньою школою знаходяться військові могили, де поховані 1308 радянських солдатів та партизанів. В 1966 тут споруджено пам'ятник воїну-переможцеві.
У Бабиновичах та навколо села знаходиться група археологічних пам'ятників різних часів: дві неолітичні стоянки (на березі Бабиновицького озера і на правому березі річки Вярхіти), городища, 6 могильників епохи Київської Русі та поодинокий курган, а також земляне укріплення Солдацька Слобода.